# Viera Ellong
Viera Ellong Doualla (Douala, 1987. június 17. –) kameruni születésű Egyenlítői-guineai válogatott labdarúgó, a The Panthers játékosa.
Az Egyenlítői-guineai válogatott tagjaként részt vett a 2012-es afrikai nemzetek kupáján.